# Leichtathletik-Weltmeisterschaften 2019/Teilnehmer (Uruguay)
| Gelbes Symbol für Goldmedaillen mit stilisierten Olympischen Ringen | Graues Symbol für Silbermedaillen mit stilisierten Olympischen Ringen | Braundes Symbol für Bronzemedaillen mit stilisierten Olympischen Ringen |
| ------------------------------------------------------------------- | --------------------------------------------------------------------- | ----------------------------------------------------------------------- |
| —                                                                   | —                                                                     | —                                                                       |

Der Leichtathletikverband von Uruguay nahm an den Leichtathletik-Weltmeisterschaften 2019 in Doha teil. Vier Athletinnen und Athleten wurden vom uruguayischen Verband nominiert.

## Ergebnisse

### Frauen

#### Laufdisziplinen
| Athletin            | Disziplin | Vorlauf        | Vorlauf | Halbfinale | Halbfinale | Finale | Finale |
| Athletin            | Disziplin | Zeit           | Platz   | Zeit       | Platz      | Zeit   | Platz  |
| ------------------- | --------- | -------------- | ------- | ---------- | ---------- | ------ | ------ |
| Déborah Rodríguez   | 800 m     | 2:03,80 min    | 34      | DNQ        | DNQ        | –      | –      |
| María Pía Fernández | 1500 m    | 4:09,45 min NR | 28      | DNQ        | DNQ        | –      | –      |

### Männer

#### Laufdisziplinen
| Athlet          | Disziplin | Vorlauf | Vorlauf | Halbfinale | Halbfinale | Finale    | Finale |
| Athlet          | Disziplin | Zeit    | Platz   | Zeit       | Platz      | Zeit      | Platz  |
| --------------- | --------- | ------- | ------- | ---------- | ---------- | --------- | ------ |
| Nicolás Cuestas | Marathon  |         |         |            |            | 2:40:05 h | 55     |

#### Sprung/Wurf
| Athlet        | Disziplin  | Qualifikation | Qualifikation | Finale     | Finale |
| Athlet        | Disziplin  | Weite/Höhe    | Platz         | Weite/Höhe | Platz  |
| ------------- | ---------- | ------------- | ------------- | ---------- | ------ |
| Emiliano Lasa | Weitsprung | 7,66 m        | 20            | DNQ        | DNQ    |